# Platja del Racó de l'Albir
La platja del Racó de l'Albir, platja del Racó o platja de l'Albir, és una platja de grava del municipi de l'Alfàs del Pi (Marina Baixa, País Valencià).
Situada als peus de la Serra Gelada, per la cara nord, limitada per la Punta Bombarda, prolongació del Cap Blanc, i tancant la badia d'Altea pel sud. Té una longitud de 500 metres amb una amplada mitjana de 45 m. Aquesta platja és de grava.
Compta amb passeig marítim i amb instal·lacions temporals per al lloguer de material esportiu per a la pràctica del windsurf i vela esportiva. També compta amb Bandera Blava.